# 319009 Kudirka
319009 Kudirka este o planetă minoră (asteroid) din centura de asteroizi. A fost descoperită pe 23 octombrie 2005 la Molėtų astronomijos observatorija⁠(d) de  și a fost numită după Vincas Kudirka⁠(d). 
Obiectul prezintă o orbită caracterizată de o semiaxă mare de 2,7749305404828 UAi, o excentricitate de 0,083228174776213, o înclinație de 3,4472717414111 ° în raport cu ecliptica.